# 茲布里日 (喬爾特基夫區)
48°54′32″N 26°10′59″E / 48.90889°N 26.18306°E
茲布里日（烏克蘭語：Збриж），是烏克蘭的村落，位於該國西部捷爾諾波爾州，由喬爾特基夫區負責管轄，面積0.013平方公里，海拔高度230米，2001年人口18，人口密度每平方公里1,384.6人。